# Николай Купенов
Николай Кръстев Купенов е български офицер, генерал-майор от медицинската служба, професор.

## Биография
Роден е на 20 април 1922 г. в Ямбол. Учи средно образование в родния си град. През 1948 г. завършва медицина в София. По-късно специализира обща и военна епидемиология във Военномедицинската академия в Санкт Петербург. Влиза в българската армия през 1949 г. като ординатор във 2-ро вътрешно отделение на Общоармейската болница в София. От 1950 до 1951 г. е ръководител на противоепидемиологичното отделение към Медицинската служба на българската армия. Между 1951 и 1954 г. е заместник-началник на Медицинската служба. От 1953 до 1956 г. е началник на Санитарно епидемичния отряд-София (СЕО).
През 1956 г. създава Катедра по военна епидемиология и хигиена към ИСУЛ, на която става пръв ръководител. През 1958 г. написва първия учебник по военна епидемиология (1958). От 1962 до 1963 г. е заместник-началник на Военномедицинска академия по учебната работа. Между 1962 и 1964 г. е началник на Катедра „Военна медицина“ във ВВМИ Доцент (1960), професор (1964). В два периода е началник на Военномедицинска академия (1964 – 1967, 1981 – 1988). Между 1966 и 1988 г. е главен епидемиолог на българската армия. От 1981 г. е генерал-майор от медицинската служба. Излиза в запаса през септември 1988 г. Носител е на званието „Заслужил деятел на науката“ (1977), лауреат на Димитровска награда (1980). Умира на 26 септември 2005 г. в София.

## Книги
- Как да предпазим себе си и поделението от дизентерия. Държавно военно издателство, 1957
- Принципът на изолация и неговото приложение в борбата със заразните болести във войсковия колектив. Държавно военно издателство, 1965
- Учението за епидемичния процес и някои нови схващания в епидемиологията. Изд. Медицина и физкултура, 1968
- Биологичното оръжие и защита на населението от него. Военно издателство, 1980
- Наука против живота : биологично оръжие. Държавно военно издателство, 1989